# Superweltervikt
Superweltervikt är en tävlingsklass inom flera idrotter, bland annat boxning och MMA. MMA-utövare i superweltervikt får väga som mest 79,4 kilo. För proffsboxare är gränsen 69,85 kilo.